# Warriors (Agnostic Front)
Warriors è il nono album in studio del gruppo hardcore punk statunitense Agnostic Front, pubblicato il 6 novembre 2007. L'album ha avuto come produttore Freddy Cricien, frontman dei Madball e fratellastro di Roger Miret, e tratta temi come l'attivismo sociale e altri messaggi positivi.

## Tracce
1. Addiction - 2:20
2. Dead To Me - 2:52
3. Outraged - 1:54
4. Warriors - 2:07
5. Black and Blue - 2:34
6. Change Your Ways - 1:53
7. For My Family - 2:22
8. No Regrets - 1:48
9. Revenge - 3:12
10. We Want The Truth - 2:24
11. By My Side - 2:51
12. Come Alive - 2:02
13. All These Years - 1:58
14. Forgive Me Mother - 1:56

### Bonus track[3]
- Break the Chains - 2:51

### Tour Edition[4]
1. Addiction
2. For My Family
3. Addiction
4. For My Family
5. Crucified
6. Gotta Go
7. Break the Chains

## Formazione[2]
- Roger Miret - voce, guardaroba
- Vinnie Stigma - chitarra
- Joseph James - chitarra
- Mike Gallo - basso
- Steve Gallo - batteria
- Bryan - voce
- Freddy Cricien - produttore
- Philip Caivano - assistente alla produzione
- Alan Douches - mastering
- Todd Huber - fotografia